# 杰恩·克拉德波里莱
杰恩·克拉德波里莱（Jean-Claude Borelly，1953年7月2日—），法国作曲家及小号演奏家。其演奏作品主要以大眾接受度高的樂曲為主，而較少演奏古典音樂。

## 生平
1953年7月2日，杰恩·克拉德波里莱出生在巴黎。在7岁的时候，他在电视上看到了路易斯·阿姆斯特朗的小号演奏，从此开始对小号的演奏有了兴趣。16岁时进入巴黎国立高等音乐舞蹈学院学习小号演奏，在18岁时便可教授初学者学习小号演奏，1972年开始登台演出。1970年代，杰恩·克拉德波里莱迷恋上了蓝调音乐，于是便放弃了自己所从事的古典音乐研究，开始研究流行音乐。
1975年，在与保罗·塞内维尔和奥利维尔·杜桑的合作下，为电影《寿衣没有口袋》演奏了主题曲《德朗的微笑》，虽然电影并不受欢迎，但此次专辑的发行成为了他的人生转折点，唱片随即在法国、瑞士、比利时、德国、奥地利和荷兰畅销，并在不久畅销于拉丁美洲国家和日本，发行总量超过500万张。在第一张专辑《德朗的微笑》的成功发行后，他开发了一个非常优美浪漫的音乐风格。在1976年成为了达芬唱片的一员，并发行了第二张专辑《海的协奏曲》，之后开始了在世界各国的巡回演出。1977年至1984年，他继续在世界各地巡回演出。
1994年，他成功将他的儿子杰恩·雅克帕特利斯培养成歌手和风琴演奏者。1995年，他定居拉斯维加斯，并不定期在酒店中举办音乐会。2000年，杰恩·克拉德波里莱返回法国，开始发行新的专辑。2006年6月，他开始在各地教堂与一些歌手合作演出。2009年3月，发表专辑《合唱团的光》，此次专辑销量超过1500万张。2014年4月，发表专辑《金色的梦想与光》。
截至目前，杰恩·克拉德波里莱共获得22个音乐方面的奖项。

## 主要专辑（按发行年份排列）
- 1975年:
  - Dolannes melodie（德朗的微笑）
- 1976年 :
  - Sérénade pour deux amours 达芬唱片发行[1]
  - Le concerto de la mer（海的协奏曲） 达芬唱片发行[1]
  - J'accuse （我指责） 达芬唱片发行[1]
- 1977年:
  - Allez les Verts ![2]
  - Les oiseaux de Thaïlande[2]
  - La petite musique de nuit（小夜曲） 达芬唱片发行[1]
  - Love sérénade（爱的小夜曲） 达芬唱片/Discodis发行[1]
  - Un amour d'été 达芬唱片发行[1]
  - Happy melody（愉快的旋律） 达芬唱片发行[1]
- 1978年:
  - Don't go breaking my heart（不要去打破我的心）[2]
  - Magic fly（魔法飞行）[2]
  - Onyx（奥尼克斯）[2]
  - Oxygene（氧气）[2]
  - Porque te vas（你为什么离开）[2]
  - Le cœur de Sylvie 达芬唱片/Discodis发行[1]
- 1979年:
  - Climat 达芬唱片发行[1]
  - Au-delà des nuages 达芬唱片/Discodis发行[1]
- 1980年:
  - Gloria（恋不能忘的古罗利亚） 达芬唱片发行[1]
- 1981年:
  - La guerre des étoiles（星球大战）[2]
- 1983年:
  - L'amour au grand soleil（晚霞的剪影） 达芬唱片/Disc'AZ发行[1]
- 1984年:
  - Musiciens, musiciens : Cadence 3 达芬唱片发行[1]
- 2000年:
  - La mélodie du lac d'amour
- 2002年:
  - De Las Vegas à Paris（拉斯维加斯与巴黎）
- ???? :
  - Les 24 merveilles de la trompette : Volume 1
  - Les 24 merveilles de la trompette : Volume 2
- 2009年 :
  - Du chœur à la lumière（合唱团的光）
- 2014年 :
  - D'Or de Rêve et de Lumière（金色的梦想与光）

## 脚注
1. 1 2 3 4 5 6 7 8 9 10 11 12 13  .   [2015-08-10]. （原始内容存档于2020-02-18）.
2. 1 2 3 4 5 6 7 8  .   [2015-08-10]. （原始内容存档于2020-11-29）.

## 关联项目
- 理查德·克莱德曼

## 网站链接
- Official Delphine website featuring Jean-Claude Borelly （页面存档备份，存于）
- Jean-Claude Borelly in mtv.com （页面存档备份，存于）